# Hermann Nieß
Hermann Nieß (* 1. August 1878 in Cönnern; † 19. März 1949 in Freiberg) war ein deutscher Bergingenieur.

## Leben
Hermann Nieß studierte an der Bergakademie Freiberg Bergbau. 1900 wurde er Mitglied des Corps Franconia Freiberg. Nachdem die Bergakademie Freiberg in Verbindung mit der Technischen Hochschule Dresden Mitte 1905 das Promotionsrecht zum Dr.-Ing. erhalten hatte, wurde Nieß als erster Absolvent der Bergakademie am 25. Februar 1907 zum Dr.-Ing. promoviert. Anschließend ging er in die Bergbauverwaltung. 1909 war er Bergassessor in Zwickau. Er wurde Regierungsrat und Leiter des Bergamtes Windhoek in Deutsch-Südwestafrika. Nach Ende des Ersten Weltkrieges und Unterstellung Südwestafrikas unter das Mandat des Völkerbundes kehrte er nach Deutschland zurück. 1921 wurde er zum Vorstand der Berginspektion Stollberg/Erzgeb. ernannt. 1929 wurde er als Nachfolger des im Amt verstorbenen Albert Borchers Berghauptmann in Sachsen und Vorstand des Oberbergamtes in Freiberg. Am 1. Juli 1940 trat er in den Ruhestand. Sein Nachfolger wurde Friedrich Wernicke. Über seine Erlebnisse und Eindrücke in Deutsch-Südwestafrika verfasste er zwei Bücher.

## Schriften
- Streckensicherung und Entspannungsverhieb in druckhaften Flözen. In: Glückauf, Berg- und Hüttenmännische Zeitschrift. Verein für die bergbaulichen Interessen im Oberbergamtsbezirk Dortmund (Hrsg.), Nr. 27, 45. Jahrgang, 3. Juli 1909, S. 953–959.
- Diamanten, Dornen, Durst, südwestafrikanische Erzählungen. Safari-Verlag, Berlin 1927.
- Durst. Ein Erlebnis in Deutsch-Südwest. Bertelsmann, Gütersloh 1938.